# Viala
Viala är en småort i Västra Vingåkers socken i Vingåkers kommun, Södermanlands län. Viala ligger mittemellan sjöarna Viren och Kolsnaren. Vid Viala finns en badplats vid sjön Viren och längs den gamla landsvägen ligger Västra Vingåkers hembygdsförenings hembygdsgård. Begreppet Viala används i såväl en bredare som en smalare betydelse. Delar av byn heter officiellt Gillbergatorp och det har väckt uppmärksamhet när Trafikverket satte upp en skylt Gillbergatorp på vägen mot badplatsen. Västra stambanan går rakt igenom bebyggelsen.

Viala har en mycket gammal historia. Det har varit bebott i minst 8000 år. Vi i Viala betyder offerplats eller helig plats. På en åker i byn upphittades på 1930-talet redskap som använts under stenåldern. Uppe på Vialaberget fanns tidigare en stor bautasten. Sådana restes under järnåldern och användes till heliga riter och offerceremonier. Bredvid bautastenen finns resterna kvar efter en domarring. Sådana användes främst under bronsåldern och fram till vikingatiden.
Hur och var människor bodde här under förkristen tid är svårt att veta. Det man vet är att vattennivån i Kolsnaren och Viren var mycket högre än nu. Det finns rester från den tidiga strandlinjen en bit nedanför norra delen av Vialaberget. Den ständigt pågående landhöjningen var som mest 15-17 centimeter under en mansålder. Vartefter vattnet drog sig undan blottlades mycket bördig mark, som kunde odlas upp. Människor jagade, fiskade och odlade och bosatte sig oftast nära vatten. Viala var därför en idealisk plats för bosättningar.
Viala nämns i skrift första gången 1433. Mer och mer mark hade då börjat odlas upp och gårdarna blev fler och större. Sin största utbredning och folkmängd hade Viala i slutet på 1800-talet och början på 1900-talet. Idag sker ett generationsskifte och fler och fler unga familjer bosätter sig i byn. 
En bit från Viala (mot Katrineholm) ligger Morjanå, som tidigare varit en större gård. Här finns också torpstugor och fritidsbebyggelse. År 1978 inträffade vid järnvägsövergången en bilolycka då fyra flickor omkom veckan innan deras studentexamen. Denna järnvägsövergång är nu stängd. Morjanå finns beskrivet i Stefan Björks låt Blues i Morjanå från 2018.
Viala uttalas Víala med betoning på i:et.